# Tristão e Isolda

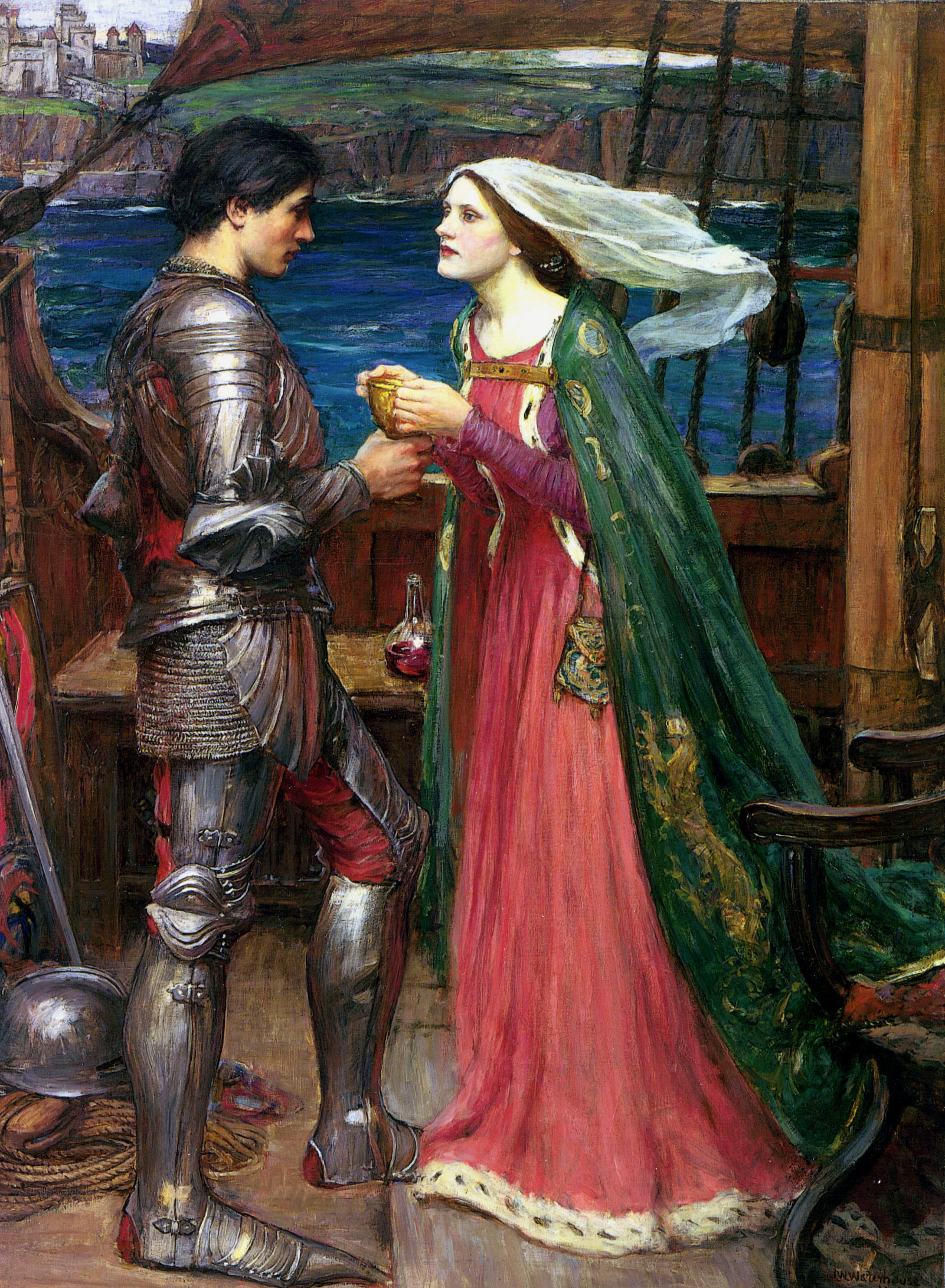
Tristão e Isolda com a poção mágica, por John William Waterhouse (c. 1916).

Tristão e Isolda é uma história lendária sobre o trágico amor entre o cavaleiro Tristão, originário da Cornualha, e a princesa irlandesa Isolda. De origem medieval, a lenda foi contada e recontada em muitas diferentes versões ao longo dos séculos.
O mito de Tristão e Isolda tem provável origem em lendas que circulavam entre os povos celtas do noroeste Europeu, ganhando uma forma mais ou menos definitiva a partir de obras literárias escritas por autores normandos no século XII. No século seguinte a história foi incorporada ao Ciclo Arturiano, com Tristão transformando-se em um cavaleiro da távola redonda da corte do Rei Artur. A história de Tristão e Isolda provavelmente influenciou outra grande história de amor trágico medieval, que envolve Lancelote e a Rainha Genebra. A partir do século XIX até os dias de hoje o mito voltou a ganhar importância na arte ocidental, influenciando desde a literatura até a ópera, o teatro e o cinema.
A história se passa na Cornualha e também na Irlanda. Narra, principalmente, as aventuras do jovem Tristão, dentre elas o maravilhoso feito de matar um dragão que assolava a Irlanda e punha a vida da família real irlandesa em risco. Já Isolda, a princesa da Irlanda descendente de fadas, precisa seguir em frente mesmo vivendo presa no castelo do guerreiro que ela crê que a enganou. Imprevisivelmente, acabam se apaixonando.

## Lenda
O mito de Tristão e Isolda foi retratado de diferentes maneiras na Idade Média. Em linhas gerais a história pode ser descrita assim:
Tristão, excelente cavaleiro a serviço de seu tio, o rei Marcos da Cornualha, viaja à Irlanda para trazer a bela princesa Isolda para casar-se com seu tio. Durante a viagem de volta à Grã-Bretanha, os dois acidentalmente bebem uma poção de amor mágica, originalmente destinada a Isolda e Marcos. Devido a isso, Tristão e Isolda apaixonam-se perdidamente, e de maneira irreversível, um pelo outro. De volta à corte, Isolda casa-se com Marcos, mas ela mantém com Tristão um romance que viola as leis temporais e religiosas e escandaliza todos. Tristão termina banido do reino, casando-se com Isolda das Mãos Brancas, princesa da Bretanha, mas seu amor pela outra Isolda não termina. Depois de muitas aventuras, Tristão é mortalmente ferido por uma lança e manda que busquem Isolda para curá-lo de suas feridas. Enquanto ela vem a caminho, a esposa de Tristão, Isolda das Mãos Brancas, engana-o, fazendo-o acreditar que Isolda não viria para vê-lo. Tristão morre, e Isolda, ao encontrá-lo morto, morre também de tristeza.

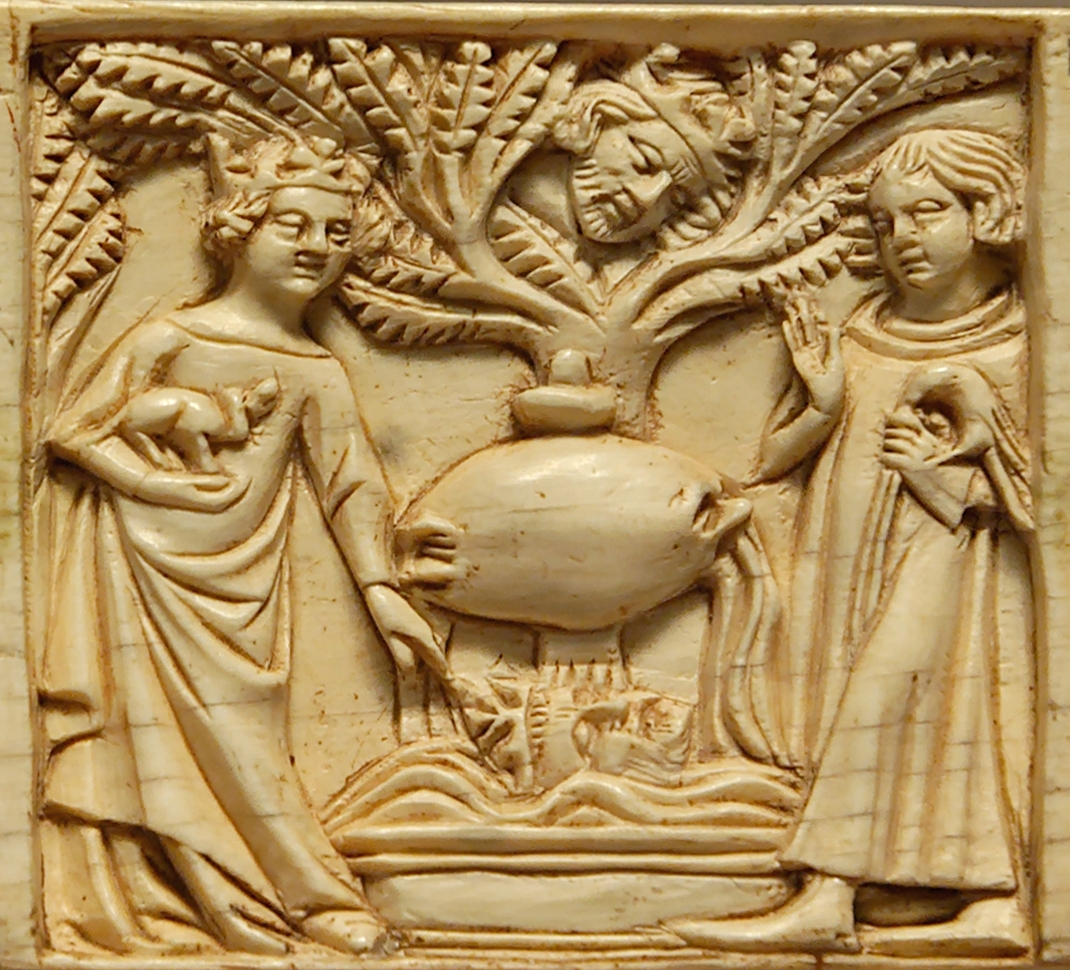
Relevo de marfim mostrando Tristão e Isolda junto a uma fonte sendo espiados pelo rei Marcos (século XIV)

## Origens do mito

### Antecedentes celtas
As primeiras possíveis referências aos personagens de Tristão e Isolda são encontradas em textos medievais em língua galesa como as Tríades Galesas, uma das quais se refere a um "Drystan filho de Tallwch" (Tristão) que cuida dos porcos de "March filho de Meirchyawn" (rei Marc, tio de Tristão) e se comunica com uma "Essylt" (Isolda), mulher de Marc. Lendas com argumentos semelhantes, mas envolvendo personagens com nomes diferentes, podem ser encontradas em alguns textos irlandeses medievais, como a lenda de Diarmuid e Gráinne contida no Ciclo Feniano. Apesar de essas referências ajudarem a estabelecer que a lenda de Tristão e Isolda teve origem entre povos de língua celta do norte da Europa, os poucos textos existentes tornam difícil saber exatamente como seriam as primeiras versões sobre o tema que circularam na Alta Idade Média.
Alguns autores acreditam que a lenda de Tristão e Isolda poderia ter sido influenciada por uma história persa do século XI, Vis u Ramin. Considera-se mais provável, porém, uma origem no folclore celta europeu e que a semelhança com contos persas seja um paralelismo.

### Primeiras obras literárias
As obras literárias mais antigas sobre Tristão e Isolda que chegaram até hoje são fragmentos de dois romances em verso escritos na segunda metade do século XII em francês antigo. O primeiro deles, composto no período entre 1160 e 1190 por um misterioso autor chamado Béroul, apresenta uma história de caráter popular e violento, relativamente pouco influenciado pela estética do amor cortês medieval. A outra obra é Tristan, escrita por Tomás da Inglaterra cerca 1170. Ao contrário da obra de Béroul, a versão de Tomás apresenta um Tristão perfeitamente integrado à estética "cortês" da época. É possível que as obras de Tomás e Béroul tenham se inspirado em um livro primordial celta, hoje perdido.
O grande poeta francês do século XII, Chrétien de Troyes, diz no prólogo de um de seus livros que escreveu uma obra sobre Tristão e Isolda. Essa obra, se é que foi realmente escrita, parece perdida atualmente.
Na mesma época, por volta de 1170, a poetisa francesa Maria de França escreveu um pequeno lai retratando um encontro secreto entre Tristão e Isolda e a dor da separação. No poema, Maria de França afirma que a história é intensamente contada e conhecida em seu tempo. Cerca de 1185, Eilhart von Oberg escreveu Tristant em alemão antigo, baseando-se provavelmente na versão de Béroul. Outro alemão, Gottfried von Straßburg, escreveu ao redor de 1210 outro grande romance em verso em língua alemã, nesse caso inspirado na versão cortesã de Tomás de Inglaterra. Essa mesma versão foi usada na tradução em prosa em língua nórdica antiga feita por volta de 1227 pelo irmão Roberto, escritor francês da corte norueguesa.

### Tristão em prosa
Entre 1230 e 1240 foi terminada uma grande prosificação da lenda de Tristão e Isolda, atualmente denominada Tristão em Prosa. Esse grande romance em prosa, de autoria anônima e escrita em francês antigo, tem uma primeira parte relacionada aos poemas de Tomás de Inglaterra e Béroul, mas depois mistura a lenda com o Ciclo Arturiano, transformando Tristão em um dos cavaleiros da távola redonda e retratando-o na busca do Santo Graal. Assim, o Tristão em prosa revela a influência da primeira prosificação das lendas do rei Artur, o chamado Ciclo do Lancelote-Graal, que havia sido terminado pouco antes (por volta de 1230), e que não inclui referências a Tristão. Mais tarde, a segunda grande prosificação do material arturiano, chamado Ciclo da Post-Vulgata, foi escrito com Tristão como cavaleiro da corte do rei Artur no livro da Demanda do Santo Graal.
O Tristão em prosa foi extremamente popular nos séculos seguintes, e fragmentos de diferentes manuscritos com distintas versões sobrevivem em várias línguas europeias. Importantes autores medievais como o italiano Rustichello de Pisa (Roman de Roi Artus ou Compilação, antes de 1270) e o inglês Thomas Malory (Le Morte D'Arthur, 1485) foram muito influenciados pelo Tristão em prosa.

### Influências na Idade Média e Renascimento
Nos séculos seguintes, os primeiros livros sobre Tristão e Isolda continuaram a ser reelaborados, inspirando outros romances em prosa e poemas em vários países europeus. Em língua inglesa, o primeiro poema conhecido sobre o tema é Sir Tristem, composto por volta de 1300 inspirado na versão de Tomás de Inglaterra. Muito mais tarde, o Tristão em prosa francês inspirou Thomas Malory a escrever The Book of Sir Tristram de Lyones inserido em seu Le Morte D'Arthur, de 1485.
A lenda foi particularmente popular na Itália, onde inspirou muitas obras desde o século XIII ao XV, inclusive muitos poemas (cantari) destinados a serem recitados em praça pública. Dante retratou Tristão no segundo círculo do Inferno – lugar dos luxuriosos – em sua Divina Comédia.
Em alguns lugares da Europa a fama da lenda continuou durante o Renascimento. Na Espanha foi publicado em 1501 um Libro del caballero Don Tristán de Leonís que alcançou enorme sucesso, sendo reeditado repetidas vezes até os anos 1530, ganhando inclusive uma continuação. O dramaturgo alemão Hans Sachs publicou uma tragédia sobre o tema, Tristrant mit Isalde, em 1553. De maneira geral, porém, a lenda de Tristão e Isolda perdeu importância a partir do século XVI.

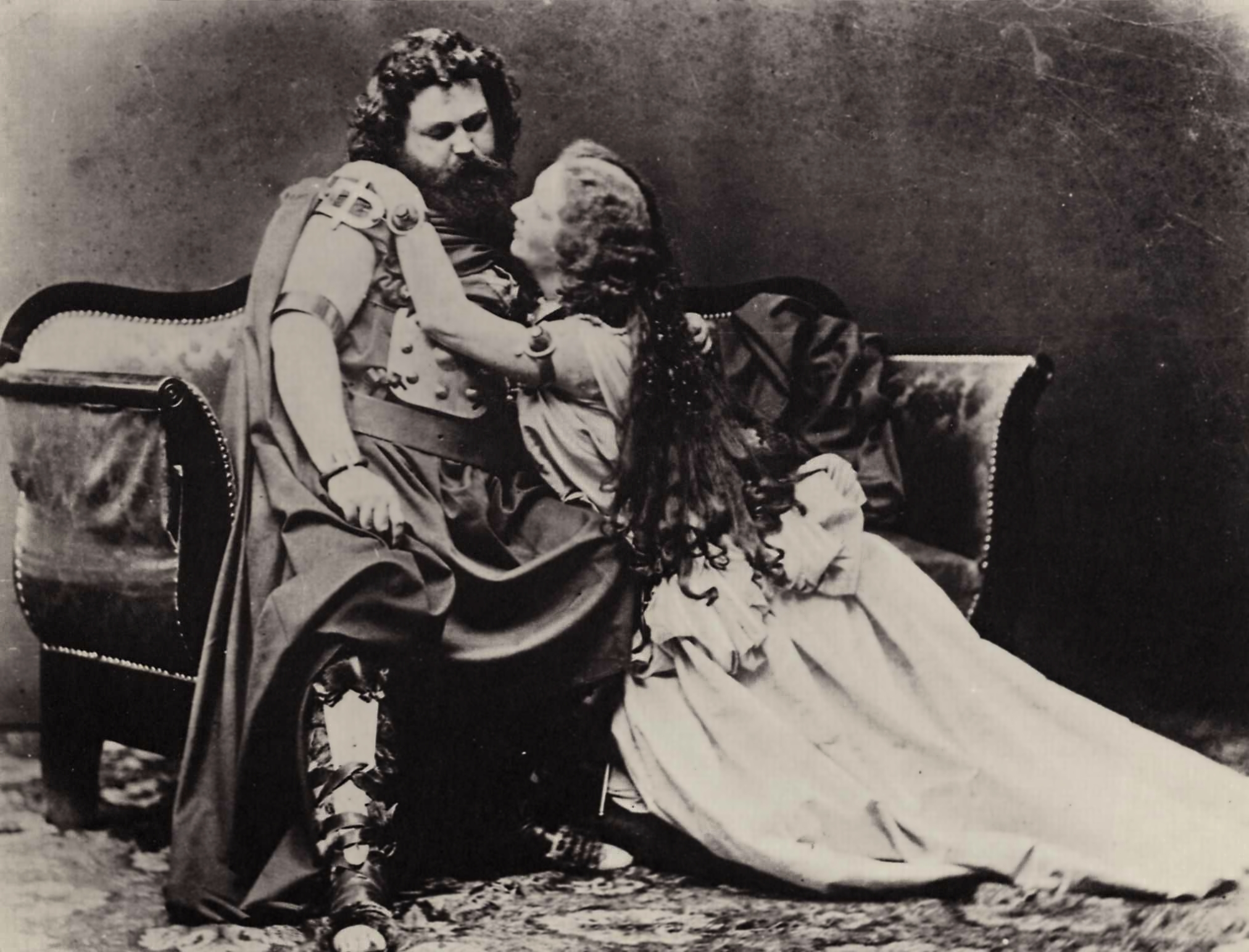
Fotografia dos atores principais da produção original (1865) de Tristan und Isolde, de Richard Wagner.

## Tristão e Isolda em português
Sabe-se que o mito de Tristão e Isolda chegou pelo menos no século XIII ao noroeste da Península Ibérica, onde se encontram Galiza e Portugal, havendo várias menções aos personagens da lenda nos cancioneiros de lírica galego-portuguesa. No Cancioneiro da Biblioteca Nacional, uma compilação de lírica medieval galego-portuguesa, há algumas poucas baladas e traduções livres de lais franceses que se referem ao mito. O rei-poeta português D. Dinis (1261-1325) compôs uma cantiga em que compara o seu amor por uma donzela com aquele de Tristão e Isolda (Iseu):
"…quero-vos eu tal ben
Qual mayor poss' e o mui namorado
Tristan sey ben que non amou Iseu
quant' eu vos amo, esto certo sey eu,…"
Evidência direta da existência de traduções portuguesas dos romances do ciclo são dois folios de pergaminho do século XIV, escritos em galego-português, contendo um fragmento do livro de Tristão em Prosa.

## Influências modernas
Depois de um longo período de pouco interesse, o mito de Tristão e Isolda recobrou significado no século XIX, marcado pelo movimento romântico nas artes. Na literatura, por exemplo, o tema inspirou o poeta inglês Alfred Tennyson em um dos episódios de Idílios do Rei (1885). O tema também foi constante entre pintores românticos e modernos nos séculos XIX e XX.
Talvez a mais famosa obra de arte moderna baseada no mito seja a ópera em três atos Tristan und Isolde, composta entre 1857 e 1859 pelo alemão Richard Wagner. A ópera, que retrata os personagens como heróis românticos, foi baseada na obra de Gottfried von Strassburg (c. 1210) sobre a lenda. Já no século XX, o francês Olivier Messiaen compôs Turangalîla-Symphonie (1946-48) inspirada no romance entre Tristão e Isolda.
O mito chegou cedo ao cinema. Já em 1909 estreou o filme francês mudo Tristan et Yseult. Em 1948, Jean Delannoy dirigiu O Eterno Retorno, uma adaptação do mito aos tempos modernos, com Madeleine Sologne e Jean Marais nos papéis principais. Em 2006 chegou aos cinemas uma nova versão, Tristan & Isolde, produzida por Ridley Scott, estrelada por James Franco e Sophia Myles.
O mito de Tristão e Isolda também aparece na coleção "As Crônicas de Artur" do escritor inglês Bernard Cornwell, em seu segundo volume "O Inimigo de Deus". Nesta versão, Tristão, filho de Rei Mark de Kernow, conhece Isolda, filha do Rei Irlandês Oengus Mac Airem, que está prometida ao seu pai, porém ambos se apaixonam, rebelam-se contra o reino, e são posteriormente executados.
Robert A. Johnson (autor de He e She), escreveu "We", que aborda o mito do amor romântico tendo a lenda "Tristão e Isolda" como base e análise. "O foco é o relacionamento afetivo estabelecendo a diferenciação entre a paixão e o amor. Através da incomum jornada dos protagonistas, somos transportados ao caminho percorrido tanto pelo homem como pela mulher frente ao amor romântico".